# Esiliiga 2008
Die Esiliiga 2008 war die 18. Spielzeit der zweithöchsten estnischen Fußball-Spielklasse der Herren. Sie begann am 9. März und endete am 16. November 2008.

## Modus
Die Liga umfasste wie in der Vorsaison zehn Teams. Dabei traten die Mannschaften an 36 Spieltagen jeweils vier Mal gegeneinander an. Der Tabellenerste FC Levadia Tallinn II war als zweite Mannschaft nicht aufstiegsberechtigt. Somit stieg der Zweitplatzierte FC Kuressaare direkt in die Meistriliiga auf, der Viertplatzierte Paide Linnameeskond profitierte davon, dass FC Flora Tallinn II nicht eine Liga höher antreten durfte, sodass der Verein in der Relegation gegen den Neunten der Meistriliiga JK Vaprus Pärnu antrat.
Der FC TVMK Tallinn löste sich nach der Saison auf und wurde auf den letzten Tabellenplatz gesetzt. Damit war auch das Reserveteam nicht mehr vertreten. Die zweite Mannschaft von JK Maag Tammeka Tartu löste die Zusammenarbeit mit JK Maag Tartu und fing in der II Liiga als JK Tammeka Tartu wieder neu an.

## Vereine
FC Kuressaare und FC Ajax Lasnamäe waren aus der Meistriliiga abgestiegen. Aus der II Liiga kamen Paide Linnameeskond, Kiviõli Tamme Auto und FC Flora Rakvere hinzu.
| Verein                   | Stadt      | Stadion                  | Kapazität |
| ------------------------ | ---------- | ------------------------ | --------- |
| FC TVMK Tallinn II       | Tallinn    | Kadrioru staadion        | 5.000     |
| FC Levadia Tallinn II    | Tallinn    | Maarjamäe staadion       | 1.500     |
| FC Flora Tallinn II      | Tallinn    | Sportland Arena          | 1.198     |
| FC Ajax Lasnamäe         | Tallinn    | FC Ajaxi Staadion        | 1.500     |
| FC Kuressaare            | Kuressaare | Kuressaare linnastaadion | 2.000     |
| JK Maag Tammeka Tartu II | Tartu      | Tamme staadion           | 1.600     |
| FC Valga Warrior         | Valga      | Keskstaadion             | 1.100     |
| Kiviõli Tamme Auto       | Kiviõli    | Kiviõli linnastaadion    | 0500      |
| FC Flora Rakvere         | Rakvere    | Rakvere Linnastaadion    | 2.300     |
| Paide Linnameeskond      | Paide      | Paide linnastaadion      | 0400      |

## Abschlusstabelle
| Pl. | Verein                     | Sp. | S  | U  | N  | Tore    | Diff. | Punkte |
| --- | -------------------------- | --- | -- | -- | -- | ------- | ----- | ------ |
| 1.  | FC Levadia Tallinn II      | 36  | 22 | 6  | 8  | 083:330 | +50   | 72     |
| 2.  | FC Kuressaare (A)          | 36  | 21 | 8  | 7  | 067:350 | +32   | 71     |
| 3.  | FC Flora Tallinn II        | 36  | 18 | 8  | 10 | 062:410 | +21   | 62     |
| 4.  | Paide Linnameeskond (N)    | 36  | 14 | 11 | 11 | 058:440 | +14   | 53     |
| 5.  | FC Valga Warrior           | 36  | 13 | 9  | 14 | 046:540 | −8    | 48     |
| 6.  | Kiviõli Tamme Auto (N)     | 36  | 11 | 11 | 14 | 051:660 | −15   | 44     |
| 7.  | JK Maag Tammeka Tartu II 1 | 36  | 11 | 10 | 15 | 060:630 | −3    | 43     |
| 8.  | FC Flora Rakvere (N)       | 36  | 10 | 7  | 19 | 053:820 | −29   | 37     |
| 9.  | FC Ajax Lasnamäe (A)       | 36  | 8  | 9  | 19 | 057:790 | −22   | 33     |
| 10. | FC TVMK Tallinn II 2       | 36  | 11 | 3  | 22 | 058:980 | −40   | 36     |

Platzierungskriterien: 1. Punkte – 2. Direkter Vergleich (Punkte, Tordifferenz, geschossene Tore) – 3. Tordifferenz – 4. geschossene Tore

| (A) | Absteiger aus der Meistriliiga 2007 |
| (N) | Neuaufsteiger aus der II Liiga      |

## Relegation
Aufstieg
Die Spiele fanden am 20. und 23. November 2008 statt.
|                     | Gesamt    |                 | Hinspiel | Rückspiel |
| ------------------- | --------- | --------------- | -------- | --------- |
| Paide Linnameeskond | (a)5:5(a) | JK Vaprus Pärnu | 2:1      | 3:4       |

- Paide Linnameeskond stieg aufgrund der Auswärtstorregel in die Meistriliiga auf.

Abstieg
Die Spiele fanden am 20. und 23. November 2008 statt.
|                    | Gesamt |                  | Hinspiel | Rückspiel |
| ------------------ | ------ | ---------------- | -------- | --------- |
| Tallinna JK Legion | 3:1    | FC Ajax Lasnamäe | 2:0      | 1:1       |

- Tallinna JK Legion stieg in die Esiliiga auf. Auch Ajax Lasnamäe blieb in der Esiliiga aufgrund des Rückzugs bzw. Ausschluss einiger Vereine.

## Torschützenliste
| Pl. | Name             | Team                     | Tore |
| --- | ---------------- | ------------------------ | ---- |
| 01. | Sergei Jegorov   | FC TVMK Tallinn II       | 20   |
| 02. | Alar Petrovits   | FC Flora Rakvere         | 17   |
| 03. | Tõnis Starkopf   | Kiviõli Tamme Auto       | 15   |
| 04. | Martti Pukk      | FC Kuressaare            | 14   |
| 05. | Albert Prosa     | JK Maag Tammeka Tartu II | 13   |
| 06. | Erik Šteinberg   | Kiviõli Tamme Auto       | 12   |
| 07. | Dmitri Skiperski | FC Kuressaare            | 11   |